# Конрад Гупфер
Конрад Гупфер (нім. Konrad Hupfer; 27 жовтня 1911, Альтдорф — 10 квітня 1944, Чернівці) — німецький офіцер, оберстлейтенант вермахту (1944, посмертно). Кавалер Лицарського хреста Залізного хреста з дубовим листям.

## Біографія
В 1930 році вступив на службу в рейхсвер. Наприкінці 1938 року призначений командиром 10-ї роти 72-го піхотного полку 46-ї піхотної дивізії. Учасник Польської і Французької кампаній, а також Німецько-радянської війни. Відзначився під час взяття Перекопа і в боях у Криму, у тому числі при взятті Севастополя. З кінця 1941 року — командир 1-го батальйону свого полку. Наприкінці 1943 і на початку 1944 року деякий час виконував обов'язки командира свого полку. З 1944 року — командир 21-го гренадерського полку 17-ї піхотної дивізії. Загинув у бою. Військова могила Гупфера була знищена комуністами. Станом на 2019 рік його останки не знайдені.

## Нагороди
- Медаль «За вислугу років у Вермахті» 4-го класу (4 роки)
- Медаль «У пам'ять 13 березня 1938 року»
- Медаль «У пам'ять 1 жовтня 1938 року»
- Залізний хрест
  - 2-го класу (20 вересня 1939)
  - 1-го класу (8 червня 1940)
- Штурмовий піхотний знак в сріблі
- Лицарський хрест Залізного хреста з дубовим листям
  - лицарський хрест (21 вересня 1941)
  - дубове листя (№ 126; 28 жовтня 1942)
- Німецький хрест в золоті (14 червня 1942)
- Медаль «За зимову кампанію на Сході 1941/42»
- Нагрудний знак «За поранення» в сріблі